# Eupelops spongiosus
Eupelops spongiosus är en kvalsterart som beskrevs av Sandór Mahunka 1998. Eupelops spongiosus ingår i släktet Eupelops och familjen Phenopelopidae. Inga underarter finns listade i Catalogue of Life.